# 黐孖妹
是一部2001年黑色幽默電影，由泰利·茨威戈夫執導，主演是索拉·伯奇、施嘉莉·祖安遜和史提夫·布斯美。改編自丹尼爾·克勞維斯的英文同名漫畫《Ghost World》，克勞維斯與茨威戈夫共同編劇。故事集中講述Enid（索拉·伯奇 飾演）和Rebecca（施嘉莉·祖安遜 飾演）這兩個年青人在未名的美國城市中的生活。他們的關係出現了裂痕，因為Enid對一個叫Seymour（史提夫·布斯美 飾演）的年長男人產生了興趣，並決心要協助他的愛情生活。
本片於2001年在西雅圖國際電影節首映。本片只得到很小的票房，但被提名奧斯卡最佳改編劇本獎，而且變成了邪典電影。

## 演員
- 索拉·伯奇 飾 Enid
- 施嘉莉·祖安遜 飾 Rebecca
- 史提夫·布斯美 飾 Seymour
- 布萊德·藍佛 飾 Josh
- 派特·希利（英语：Pat Healy (actor)） 飾 John Ellis
- 伊蓮娜·道格拉斯（英语：Illeana Douglas） 飾 Roberta Allsworth
- 鮑勃·巴拉班 飾 Enid的父親
- 史黛西·崔維斯（英语：Stacey Travis） 飾 Dana
- 泰瑞·卡兒（英语：Teri Garr） 飾 Maxine
- 戴夫·謝里登 飾 Doug
- 湯姆·麥高恩（英语：Tom McGowan） 飾 Joe
- 大衛·克羅素 飾 Gerrold
- 布萊恩·喬治（英语：Brian George） 飾 便利店的老闆
- Debra Azar 飾 Melorra
- 蕾妮·貝爾（英语：Rini Bell） 飾 畢業禮演講人
- 以斯拉·巴茲頓（英语：Ezra Buzzington） 飾 Weird Al
- 艾旭莉·佩頓（英语：Ashley Peldon） 飾 Margaret
- 派屈克·費雪勒（英语：Patrick Fischler） 飾 影音店的收銀員

## 外部連結
- Official page的Facebook專頁
- 互联网电影数据库（IMDb）上《黐孖妹》的资料（英文）
- AllMovie上《黐孖妹》的资料（英文）
- Box Office Mojo上《黐孖妹》的資料（英文）
- 爛番茄上《黐孖妹》的資料（英文）
- Metacritic上《黐孖妹》的資料（英文）
- Ghost World: Séance in Wowsville（页面存档备份，存于） an essay by Howard Hampton at the Criterion Collection